# Драга Стефановић
Драгиња Драга Стефановић (рођ. Предојевић; Шимановци, код Земуна, 1890 — Београд, 20. јануар 1967) била је активисткиња радничког и комунистичког покрета, феминисткиња и политичка радница

## Биографија
Рођена је 1890. у Шимановцима, селу у Земунском срезу, у Срему. Још као дете се са родитељима преселила у Београд. Сходно тада уобичајеној и широко раширеној појави, почела је да ради још као девојчица да ради у књиговезачкој индустрији. Како је рано постала књиговезачка радница, 1905. је са петнаест године постала активна у синдикалном покрету. Била је чланица Удружења књиговезачких радника Србије, преко кога је добила прва сазнања о марксизму и комунизму, а повезала се и садаташњом Социјалдемократском партијом Србије (СДПС). Године 1908. године, са осамнаест година, постала је чланица управе синдиката књиговезачких радника, и на том месту је остала до избијања Првог светског рата. Приликом формирања Секретаријат жена социјалдемократа Србије, 1910. постала је његова чланица, а убрзо и секретарка, чиме је дошла на чело женског радничког покрета у Србији. Била је кључна личност женског марксистичког часописа Једнакост, који је излазио и пре и после Првог светског рата.
Након завршетка рата, учествовала је у обнови синдикалних и политичких радничких организација. Била је члан Управе Удружења књиговезачких радника Србије. Априла 1919. у Београду је присуствовала Оснивачком конгресу Социјалистичке радничке партије Југославије (комуниста), на коме је изабрана за секретара Секретаријата жена социјалиста-комуниста. На синдикалном конгресу, изабрана је и за чланицу Извршног одбора Централног радничког синдикалног већа Југославије (ЦРСВЈ). На Другом конгресу, одржаном јуна 1920. у Вуковару стала је на страну револуционарне струје и постала водећа чланица преименоване Комунистичке партије Југославије (КПЈ). Приликом кампање за изборе за Уставотворну скупштину, током 1920, предводила је више предизборних скупова КПЈ на којима је протествовала против владајућег режима Краљевине СХС који није одобрио право гласа женама.
Забраном легалног рада КПЈ, 1921. потпуно је престао рад многих женских и синдикалних организација, као и Централног секретаријата жена комуниста, на чијем се челу налазила. У јуну 1921. постала је чланица Заменичког извршног одбора КПЈ, који је служио као алтернативни Извршни одбор, у случају хапшења чланова руководства КПЈ. На Првој земљаској конференцији КПЈ одржаној јула 1922. постала је члан Извршног одбора и прва жена члан Централног комитета КП Југославије. Током фракцијских борби унутар КПЈ, припадала је десном крилу, које је предводио Сима Марковић. Учествовала је јануара 1923. на Оснивачкој скупштини Независне радничке партије Југославије (НРПЈ), која је била покушај легализације рада КПЈ. Због учешћа на скупштини ухапшена је од београдске полиције. После изласка из затвора, августа 1923. постала је чланица Централног секретаријата жена НРПЈ, истовремено обављајући водећу улогу у раду илегалне КПЈ.
На Другој земаљској конференцији КПЈ, одржаној маја 1923. у Бечу, на којој је дошло до победе леве фракције, није изабрана у Извршни одбор КПЈ, али јој је након изласка из затвора понуђена функција секретара Секретаријата жена КПЈ. Одбила је ову функцију, па је на том месту заменила Десанка Цветковић, представница леве фракције. Истовремено Стефановићева је остала чланица Секретаријата жена легалне НРПЈ. У јесен 1923. основала је и водила Покрајински секретаријат жена за Србију и Црну Гору. Током пролећа 1924. организовала је протестне скупове широм Југославије, чији повод је било полицијско убиство текстилне раднице Љубице Љубичић (1902—1924).
На Трећем конгресу КПЈ одржаном маја 1926. у Бечу одређена је за чланицу новооформљене Комисије за рад међу женама. Како је овај Конгрес био покушај помирења леве и десне фракције, Стефановићева је враћена на највише партијске положаје. Ова Комисија никада није озбиљније почела с радом и највероватније је престала да постоји до краја године. Јула 1927. након Првог конгреса Независних синдиката, постала је председница Комисије за рад међу женама при Централном радничком синдикалном одбору Југославије. Током 1928. и 1929. под директном интервенцијом Коминтерне дошло је до новог покушаја окончања фракцијских борби. Из руководства КПЈ су тада удаљени многи људи који су били повезани са левом или десном фракцијом, међу којима и Стефановићева. Драгин муж, Лазар Стефановић, постао је тада део партијског руководства, али је касније и он одстрањен одлуком Коминтерне. Након дуже паузе у партијском раду, поново се активирала у периоду политике Народног фронта 1935. када се укључила у борбу за женско право гласа. До почетка Другог светског рата била је активна у раду Уједињених радничких синдиката и Месног комитета КПЈ за Београд.
Након окупације Југославије 1941. била је ухапшена од Специјалне полиције и као „жена комунистичког посланика и сама склона комунизму” упућена у логор Бањица. Касније је пуштена на слободу, након чега се укључила у Народноослободилачки покрет (НОП). После ослобођења, била је чланица Главног одбора Јединствених синдиката радника и намештеника Србије, те Савеза синдиката графичких радника и радница Југославије. Године 1951. искључена је из КПЈ као присталица Резолуције Информбироа, али није хапшена. Касније је била активна чланица Удружења пензионера Југославије. Умрла је 20. јануара 1967. у Београду и сахрањена је у Алеји народних хероја на Новом гробљу.
Њен супруг Лазар Стефановић (1885—1950) био је члан Српске социјалдемократске партије и један од оснивач КП Југославије, као и један вођа њене десне фракције. Њихова ћерка Душица Стефановић Живковић (1913—1941) била је докторка биологије и чиновница у Министарству пољопривреде. Била је члан КПЈ и активисткиња Омладинске секције Женског покрета и чланица прве редакције часописа Жена данас. Ухапшена је септембра 1941. и одведена у логор Бањица, где је стрељана 17. октобра 1941. године.